# Kiryat Haïm
Kiryat Haïm (en hébreu קרית חיים), aussi orthographié Qiryat Chaïm, est un quartier de la banlieue nord de Haïfa en Israël : il est une des composantes de la région urbaine nommée Krayot.

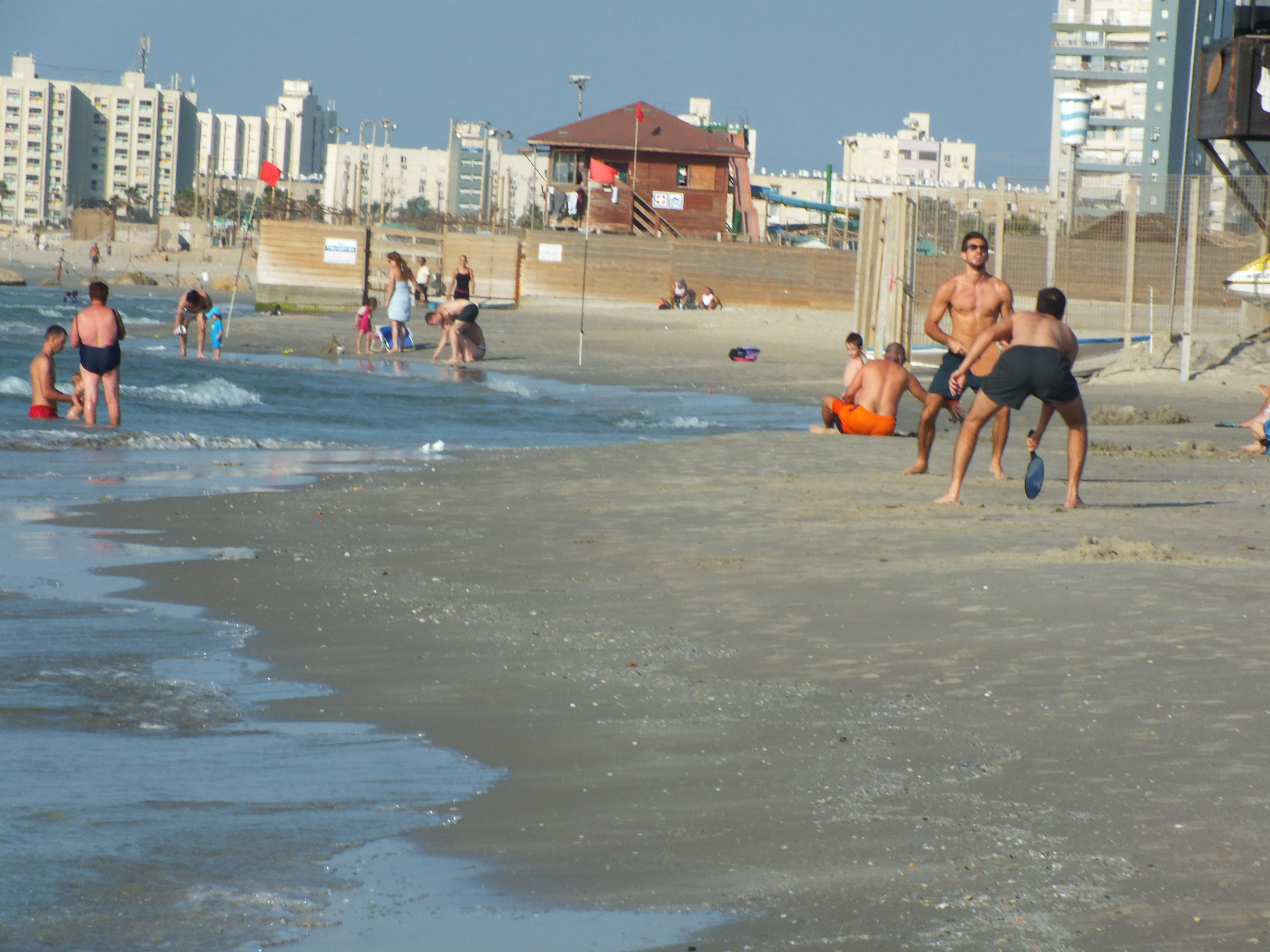
Vie de la plage dans Kiryat Haïm, Haïfa

Kiryat Haïm est construite en 1933 au bord de la mer Méditerranée, sur la route d'Acre, au départ quartier de travailleurs. Son nom rend hommage à Haïm Arlozoroff, assassiné à Tel Aviv. En hébreu, Haïm signifie « la vie ».
En 2003, ses résidents sont estimés à environ 40 000.